# Чемпионат Люксембурга по футболу 1932/1933
Чемпионат Люксембурга по футболу 1932/1933 — 23-й сезон чемпионата Люксембурга по футболу.

## Клубы-участники
| Команда              | Город          |
| -------------------- | -------------- |
| Ред Бойз Дифферданж  | Дифферданж     |
| Спора                | Люксембург     |
| Прогресс Нидеркорн   | Нидеркорн      |
| Насьональ Шиффланж   | Шиффланж       |
| Фола                 | Эш-сюр-Альзетт |
| Унион                | Люксембург     |
| ЮС Дюделанж          | Дюделанж       |
| Ред Блэк Пфаффенталь | Пфаффенталь    |

## Турнирная таблица
| М | Команда              | И  | В  | Н | П  | Мячи    | ±   | О  | Примечания                |
| - | -------------------- | -- | -- | - | -- | ------- | --- | -- | ------------------------- |
| 1 | Ред Бойз Дифферданж  | 14 | 13 | 1 | 0  | 61 − 8  | +53 | 27 |                           |
| 2 | Спора Люксембург     | 14 | 7  | 2 | 5  | 37 − 34 | +3  | 16 |                           |
| 3 | Прогресс Нидеркорн   | 14 | 7  | 1 | 6  | 20 − 23 | −3  | 15 |                           |
| 4 | Насьональ Шиффланж   | 14 | 5  | 3 | 6  | 23 − 19 | +4  | 13 |                           |
| 5 | Фола Эш              | 14 | 6  | 1 | 7  | 24 − 36 | −12 | 13 |                           |
| 6 | Унион Люксембург     | 14 | 5  | 2 | 7  | 28 − 27 | +1  | 12 |                           |
| 7 | ЮС Дюделанж          | 14 | 4  | 3 | 7  | 18 − 37 | −19 | 11 |                           |
| 8 | Ред Блэк Пфаффенталь | 14 | 1  | 3 | 10 | 11 − 38 | −27 | 5  | Вылет в Почётный дивизион |

И — игры, В — выигрыши, Н — ничьи, П — проигрыши, Мячи — забитые и пропущенные голы, ± — разница голов, О — очки